# Palacio Balbi Valier
El palacio Balbi Valier, conocido también como palacio Molin Balbi Valier della Trezza o como palacio Balbi-Valier Sammartini, es un edificio neoclásico italiano, de origen gótico, situado en el sestiere o distrito de Dorsoduro de Venecia y asomado al Gran Canal. 

## Historia
Construido en origen en estilo gótico, se transformó en un edificio más moderno en el siglo XVII.
En 1828 se añadió un jardín en el lugar que ocupaba el palacio Paradiso. Actualmente la propiedad está dividida.

## Descripción
La fachada del palacio, realizada en el siglo XVII, está dividida en tres partes y destaca la presencia de dos cuerpos que sobresalen construidos en época posterior, realizados en piedra de Istria, cuyas paredes internas se curvan hacia el interior en dirección al portal al nivel del agua, dando lugar a una poco habitual terraza que mira al Gran Canal. En las plantas superiores, sin embargo,  se encuentran dos políforas de cuatro aberturas y cuatro parejas de monóforas, típicas de las construcciones venecianas. En la fachada posterior destaca un gran portal de estilo barroco decorado con un gran escudo fechado en el siglo XVIII.